# عبد الواحد بن يزيد الإسكندراني
عبد الواحد بن يزيد الإسكندراني (القرن التاسع - 851 م)، كان وزيرًا لإمارة قرطبة في شبه الجزيرة الإيبيرية، ومغنيًا وشاعرًا وكاتبًا وقائدًا عسكريًا.
يعتبر القائد الوزير عبد الواحد بن يزيد الإسكندراني أبرز الشخصيات المصرية التي دخلت الأندلس في عهد الدولة الأموية. واستطاع خلال فترة قصيرة أن يرتقي إلى أعلى المناصب الكبرى في قرطبة عاصمة الأمويين بالأندلس.

## النشأة
كان في الأصل شاعراً وكاتباً ومطرباً، يكسب عيشه ويسافر إلى جميع بلدان شمال أفريقيا لنشر شعره وغنائه حتى وصل إلى الأندلس.

## التواصل مع عبد الرحمن الثاني
ويذكر المؤرخ الأندلسي ابن حيان القرطبي، من محاسن أخلاق الحاجب، عيسى بن شهيد، حسناته مع عبد الواحد بن يزيد، فيقول:
"فمن مشهور ذلك فعله في عبد الواحد بن يزيد الإسكندراني، فإنه قدم إلى الأندلس وهو فتى متأدب ظريف، كان يشدو شيئاً من الغناء على مذاهب الفتيان، فاعتلق بحبل ابن شهيد وهو صاحب الأمير عبد الرحمن بن الحكم، فبلا منه فضلاً وحجى. فقال له: أمسك عن الغناء البتة، فإنه يريبك لدينا، وتحقق بأدبك، وتنبه لحظك، فلك خصال تجذب بضبعك! ففعل عبد الواحد ذلك، ولزم عيسى، فألقى دكره إلى الأمير عبد الرحمن، وأوصله إليه، فأصابه على ما وصفه له عيسى، فقبلته نفسه، وحركه عنده حظه، فأدنى منزلته، ومكن خصوصيته، حتى نادمه وأنس به، ثم استخدمه ونقله في منازل الخدمة حتى خوله المدينة، ثم رقاه إلى الوزارة والقيادة".
من هذا النص يتبين لنا أن عبد الواحد بن يزيد الإسكندراني قد وفد على قرطبة في أوائل عهد الأمير عبد الرحمن الأوسط، وكان محدثًا متظرفًا يميل إلى الأدب، ويشدو شيئًا من الغناء، فاتصل بالحاجب عيسى بن شهيد الذى توسم فيه النجابة والذكاء، فنصحه بأن يمسك عن الغناء ويكتفى بالأدب، فامتثل الإسكندراني لنصح الحاجب الذى وثق به، وحظى لديه بمكانة رفيعة، وأوصله بدوره إلى الأمير عبد الرحمن الأوسط الذى اعجب به وأدنى منزلته، وجعله من خاصته، ثم أسند له خطة صاحب المدينة بالحاضرة قرطبة، ثم رقاه بعد ذلك إلى الوزارة والقيادة.

## دوره في إخماد الفتن الداخلية
وقد ساهم الوزير القائد عبد الواحد الإسكندراني في إخماد بعض الفتن والثورات الداخلية التي اندلعت في عهد الأمير عبد الرحمن الأوسط، ومن ذلك قيادته للحملة الأموية الموجهة إلى طليطلة في سنة 221هـ / 836م لإخماد ثورة أهلها الذين شقوا عصا الطاعة على الحكومة المركزية في قرطبة، فبعث إليهم الأمير عبد الرحمن بقوة عسكرية من قلعة رباح جنوبي طليطلة حاصرت المدينة وقطعت عنها الميرة، مما أرهق أهلها، وعقب ذلك زحف إليهم القائد الإسكندراني بجيشه، وتمكن من اقتحام أسوار طليطلة، وفتحها عنوة في شهر رجب سنة 222هـ / 837م ، ثم قام بتنظيم أمورها، وأمر بتعمير وتحصين القصبة "القلعة" التي أسسها عمروس الوشق، في عهد الأمير الحكم بن هشام الربضي عند باب الجسر، وأعاد بذلك الهدوء والاستقرار إلى تلك المدينة التي طالما أزعجت الأمويين بثوراتها المستمرة.

## جهاده ضد الصليبيين
ولم يقتصر دور القائد عبد الواحد الإسكندراني على إخماد الثورات الداخلية، بل شارك أيضًا في الجهاد ضد صليبيي جليقية وصليبيي قطالونية، وأبلى في ذلك بلاء حسنًا، ففى عام 226هـ / 840م أرسل الأمير عبد الرحمن الأوسط صائفة إلى مملكة جليقية على رأسها ابنه المطرف وبصحبته القائد عبد الواحد الذى أنزل الهزيمة بصليبيي جليقية، وعاد ظافرًا إلى قرطبة.
وفى عام 227هـ / 841م أمر الأمير عبد الرحمن بإنفاذ حملة عسكرية إلى قطالونية، وأسند قيادتها إلى عبد الواحد الإسكندراني الذي توغل داخل الأراضي القطالونية، ودمّر بعض حصونهم بإقليم شرطانية على حدود بلاد الغال "فرنسا"، ووصل القائد عبد الواحد في زحفه حتى حدود أربونة جنوب فرنسا.

## جهاده ضد النورمان
كذلك ألمحت المصادر الأندلسية إلى جهود القائد عبد الواحد أثناء غارة النورمانديين على سواحل الأندلس الغربية في عهد الأمير عبد الرحمن الأوسط ففي سنة 230هـ / 844م تقدمت مراكب النورمانديين من ساحل أشبونة وناشبهم المسلمون القتال، ثم احتلوا جزيرة قبطيل قرب إشبيلية وأقاموا بها ثلاث أيام، اتجهوا بعدها إلى قرية قورة، ودارت هناك معركة بينهم وبين المسلمين بحصن قورة اسفرت عن هزيمة المسلمين بالحصن، ثم دخل النورمانديون بلدة طلياطة جنوب اشبيلية، والتى لم يستطيع أهلها الصمود، وقُتل الكثير منهم، ودخلوا في إثر ذلك الحاضرة إشبيلية، التي عاثوا فيها نهبًا وقتلًا وتخريبًا، واحرقوا أسقف جامع إشبيلية.
فاستنفر الأمير عبد الرحمن المسلمين للجهاد، فخرج من قرطبة جيشًا كبيرًا على رأسه الحاجب عيسى بن شهيد وكبار القادة أمثال عبد الواحد الإسكندراني، وابن كليب، وابن رستم، ودارت المعركة بين الطرفين ثبت فيها المسلمون وأنزلوا الهزيمة بالنورمانديين الذين فروا إلى مراكبهم، ودارت معركة أخرى في طليطلة هزم فيها النورمانديون وقتل منهم نحو الخمسمائة، من بينهم قائد أسطولهم، كما أُحرق من مراكبهم ثلاثون مركبًا، واضطروا عقب ذلك الإنسحاب إلى لبلة، ومنها توجهوا إلى أشبونة حيث انقطع خبرهم.

## استكمال الجهاد ضد الصليبيين
وبعد نجاح المسلمين في صد تلك الغارة النورماندية على سواحل الأندلس بدأ الأمير عبد الرحمن يتفرغ لمواصلة الجهاد ضد الصليبيين في الشمال فبعث بحملة في سنة 234هـ / 848م على رأسها ابنه المنذر وشاركه في القيادة الوزير عبد الواحد، ويذكر ابن الأثير أن أهداف هذه الحملة كان مهاجمة منطقة ألبة في الشمال وردع سكانها ودرء خطرهم عن الثغور الأندلسية المتاخمة لهم.
وفي سنة 236هـ /850م أرسل عبد الرحمن الأوسط جيشًا بقيادة عبد الواحد بن يزيد الإسكندراني في حملة تأديبية ضد الإفرنج وصلت إلى مدينة أربونة.

## وفاته
توفى الوزير عبد الواحد الإسكندراني في سنة 237هـ / 851م بعد سنة من الحملة الأخيرة، مسجلًا ببطولاته وإسهاماته العسكرية صفحات مشرقة في التاريخ الأندلسي.

## إرثه
لم تزودنا المصادر العربية بأية معلومات عن ذرية هذا القائد سوى إشارة موجزة أوردها ابن عذاري المراكشي ألمح فيها إلى أحد أحفاده ويدعى عبد الواحد بن محمد بن عبد الواحد الإسكندراني الذي توفى في أوائل عهد الخليفة عبد الرحمن الناصر في سنة 309هـ. ومن المرجّح أنه كان من ذوي النباهة في الحاضرة قرطبة، ولعله من الشخصيات المرموقة والمقربة من الخليفة؛ لأن ابن عذارى لا يذكر في كتابه سوى وفيات ذوي الشأن من الوزراء والكتاب والقادة والعلماء في عصر بني أمية.